# 1685

## أحداث
- تأسيس مدينة جونيشكليس وتقع حاليا في ليتوانيا.
- تأسيس مدينة إستيلي وتقع حاليا في نيكاراغوا.
- 6 فبراير - جيمس ستيوارت دوق يورك، يصبح الملك جيمس الثاني ملك إنجلترا وجيمس السابع ملك اسكتلندا، وذلك بعد توليه العرش خلفا لأخيه تشارلز الثاني (1630 - 1685) الذي حكم منذ عام 1660. حكم جيمس حتى عام 1688.

## مواليد
- جورج بيركلي
- دومينيكو سكارلاتي
- يوهان سباستيان باخ

## وفيات
- تشارلز الثاني ملك إنجلترا
- جان كاباسو
- إدمند كاستل
- الإمبراطور غو-ساي
- دوق مونمث
- عبد الرحمن الفاسي
- فرانسوا بيكيه (أسقف)
- يوستاجو ديفيني
- صوفي أمالي من برونزويك-لونبورغ